# Fritz Buchloh
Fritz Buchloh, właśc. Friedrich Hermann Buchloh (ur. 26 listopada 1909 w Mülheim an der Ruhr, zm. 22 lipca 1998 tamże) – niemiecki piłkarz występujący na pozycji bramkarza, uczestnik MŚ 1934 oraz MŚ 1938. Grał w VfB Speldorf.
Był reprezentantem Niemiec w latach 1932–1938.